# Allobates alessandroi
Allobates alessandroi (synoniem: Colostethus alessandroi) is een kikkersoort uit de familie van de Aromobatidae. De wetenschappelijke naam van de soort is voor het eerst geldig gepubliceerd in 2001 door Taran Grant en Lily O. Rodríguez. De soortaanduiding alessandroi is een eerbetoon aan de Alessandro Catenazzi.
De soort is op dit moment alleen bekend op twee locaties in Zuidoost-Peru, en leeft in het regenwoud. Waarschijnlijk worden de eieren in de grond begraven en worden de larven naar een waterstroom getransporteerd.